# Arigatō-san
Arigatō-san (有りがたうさん) è un film del 1936 diretto da Hiroshi Shimizu.
La pellicola è basata sul racconto Arigatō di Yasunari Kawabata del 1925, che fa parte della raccolta Racconti in un palmo di mano. 

## Trama
"Signor grazie" (Arigatō-san) è il modo in cui viene chiamato l'autista dell'autobus che percorre le strade montuose della penisola di Izu. Il giovane chiede la precedenza ai viandanti suonando il clacson, quindi una volta superati li ringrazia, sempre con il sorriso sulle labbra. È cordiale con tutti e ha anche successo con le ragazze.
Per percorrere interamente gli 80 km che separano la parte estrema della penisola di Izu dalla stazione ferroviaria che collega con Tokyo, vi sono una madre e una figlia diciassettenne che, appare subito chiaro, la famiglia ha deciso di vendere non avendo alternative alle condizioni economiche evidentemente disperate. Tutto il viaggio è contrappuntato da avventori e situazioni che mostrano la gravità della crisi economica dell'intero Giappone, in piena depressione.
In questo contesto ha ancora più risalto la figura di questo autista gioviale che trasmette ottimismo. Sul suo autobus sale anche una bella ragazza che gli fa una corte spudorata.
E sarà proprio questa a rendersi conto della situazione e, saputo che il "Signor grazie" ha anche dei soldi da parte con i quali vorrebbe mettersi in proprio, spinge lo stesso a fare qualcosa per la ragazza che, piena di vergogna, sta per sacrificarsi nel nome della famiglia.
Così, il viaggio di ritorno che avrebbe dovuto comprendere solo la madre di quella ragazza, vede la presenza anche della stessa, finalmente sorridente. Il "Signor grazie" ha dunque messo da parte i propri sogni per salvare una ragazza da un terribile destino e, conseguentemente, farne la propria moglie. Il tutto senza perdere un grammo della propria giovialità e cortesia rivolta sempre a tutti, indistintamente.

## Produzione

### Regia
Sebbene il film avesse una solida fonte letteraria, il regista Hiroshi Shimizu ha comunque improvvisato molto durante le riprese. Ad esempio, avendo incontrato per caso lavoratori coreani nella zona, decise di inserirli in uno degli episodi del film, toccando così, brevemente, il problema del nazionalismo giapponese. Nell'episodio l'autista si avvicina a una ragazza coreana che sta lavorando alla costruzione di una strada e accetta di soddisfare la richiesta della stessa di deporre fiori sulla tomba di suo padre. Questa scena, che a prima vista può apparire poco significativa, ci dice come un bravo giapponese debba essere gentile con tutti, compresa un'immigrata, della quale oltre tutto si sottolinea l'importanza di un lavoro che ha una ricaduta sociale di cui beneficiano tutti.

### Sceneggiatura
Nella storia originale di Kawabata, gli unici passeggeri ritratti sono la madre e la figlia, che stanno guidando verso una città portuale a 35 miglia a nord, dove la ragazza verrà venduta a un uomo che non ha mai incontrato. La madre prega l'autista di prendersi cura della figlia, trovandolo piuttosto comprensivo. Dopo una discussione nella pensione dove i tre hanno pernottato, l'autista accetta con riluttanza di portare con sé la ragazza, ma solo per la stagione fredda.